# Saxifraga tenuis
Saxifraga tenuis là một loài thực vật có hoa trong họ Saxifragaceae. Loài này được (Wahlenb.) Harry Sm. ex Lindm. miêu tả khoa học đầu tiên năm 1918.